# اشنورر
اشنورر (بالألمانية: Christian Friedrich von Schnurrer)‏ (1155 - 1238 هـ / 1742 - 1822 م) هو مستشرق ألماني.
صنف كتاب «المكتبة العربية» Bibliotheca Arabica الذي سجل فيه الكتب العربية والكتب المتعلقة باللغة العربية التي طبعت بأوربة، وقد أهدى الكتاب إلى سيلفستر دي ساسي.
رودولف اشتروطمن (بالألمانية: Rudolf Strothmann) (1877 - 1960 م) هو مستشرق ولاهوتي ألماني اهتم خصوصاً بالمذاهب الباطنية في الإسلام.